# Хамышки
Хамышки (адыг. Хъымыщкӏэй) — село в Майкопском районе Республики Адыгея России. Входит в состав Даховского сельского поселения.
Расположено в долине реки Белой. Со всех сторон окружено высокими горными хребтами. Через село проходит шоссе на Гузерипль.

## История
Название Хамышки образовано от адыг. Хъымыщкӏэй, которое ранее образовано из двух основ : адыг. Хъамыш — адыгское имя, адыг. кӏэй — «долина».
В 1862 году, после длительных зимних боёв с черкесами в неприступном ущелье Хаджоха, царские войска под командованием полковника Геймана 26 апреля вошли в Даховскую котловину.
Боевые действия с горцами продолжались до глубокой осени. 14 декабря Даховский отряд начал поход на Хамышинском направлении и 20 декабря заложил военное укрепление Хамышки. В мае 1866 года укрепление было упразднено.
В 1869 году было основано село Хамышки, в 1905—1921 годах оно называлось Алексеевским.

## Население
| 2002 | 2010 | 2013 | 2014 | 2015 | 2016 | 2017 |
| ---- | ---- | ---- | ---- | ---- | ---- | ---- |
| 769  | ↗792 | ↘769 | ↗783 | ↘781 | ↘772 | ↘751 |
| 2018 | 2019 | 2020 | 2021 | 2023 | 2024 |      |
| ↘743 | ↗748 | ↗760 | ↗902 | ↗904 | ↗905 |      |

По данным Всероссийской переписи населения 2021 года из 902 проживающих в посёлке 889 указали свою национальность :
| Народ           | Численность, чел. | Доля от всего населения, % |
| --------------- | ----------------- | -------------------------- |
| Русские         | 820               | 92,23 %                    |
| Адыги (Черкесы) | 52                | 5,84 %                     |

## Инфраструктура
В селе есть школа, почта, православная и баптистская церкви.